# Andreas Lorenz (Korrespondent)
Andreas Lorenz (* 31. Juli 1952 in Berlin) ist ein deutscher Journalist und Autor.

## Leben
Andreas Lorenz studierte Geschichte, Politische Wissenschaften und Volkswirtschaft an der Freien Universität Berlin. Sein Volontariat absolvierte er bei der Tageszeitung Der Abend in Berlin, wo er anschließend bis 1977 auch als politischer Redakteur arbeitete.
Für das Hamburger Nachrichtenmagazin Der Spiegel war er von 1978 bis 2010 als Redakteur und Auslandskorrespondent tätig: zunächst als Redakteur in Hamburg. Von 1982 bis 1986 berichtete er als Sowjetunion-Korrespondent aus Moskau. Von 1988 bis 1991 war er das erste Mal in Peking stationiert und erlebte dort 1989 die Tian’anmen-Demonstrationen und das Massaker vom 4. Juni. 1991 wechselte er nach Warschau und berichtete über Polen und die Baltischen Staaten. 1996 ging er als Korrespondent für den SPIEGEL und mehrere Tageszeitungen nach Bangkok und informierte über die Ereignisse in Südostasien. 1999 übernahm er bis 2010 ein zweites Mal das Pekinger SPIEGEL-Büro.
In seiner Zeit in Südostasien überlebte er 1998 mit anderen Korrespondenten und kambodschanischen Regierungssoldaten eine Hubschrauber-Bruchlandung in einem Minenfeld der Roten Khmer.
Im Juli 2000 wurde Andreas Lorenz auf den Philippinen im Zusammenhang mit der Berichterstattung über die Geiselnahme der Familie Wallert von Terroristen der islamistischen Gruppe Abu Sayyaf entführt und kam nach 27 Tagen wieder frei.
Seit 2011 arbeitet er als freier Journalist und Autor. Er unterrichtete unter anderem an der Evangelischen Journalistenschule Berlin sowie der Berliner Journalistenschule und saß im Kuratorium der taz Panter Stiftung.

## Werke
- Nach dem Osten mit unbekanntem Ziel. Großvater Hugo, eine Spurensuche, 2021, ISBN 978-3-86732-395-6
- Aung San Suu Kyi. Ein Leben für die Freiheit, München 2015, ISBN 978-3-406-67509-6
- Die asiatische Revolution, Hamburg 2011, ISBN 978-3-89684-085-1
- zusammen mit Jutta Lietsch: Das andere China. Begegnungen in Zeiten des Aufbruchs, Berlin 2007, ISBN 978-3-937989-30-3
- Das andere Moskau, Frankfurt 1987, ISBN 978-3-548-34451-5